# Musée Fesch
Pour les articles homonymes, voir Fesch.
Le palais Fesch-musée des Beaux-Arts est un musée d'art de la ville d'Ajaccio en Corse. Situé dans le quartier du Borgu d'Ajaccio, dans le palais et la rue du même nom, le musée Fesch a été créé par le don fait à sa ville natale par le cardinal Joseph Fesch, oncle de Napoléon Ier.
Il présente notamment une des plus remarquables collections de peinture ancienne de France ainsi que l'une des plus importantes collections napoléoniennes. Il bénéficie du label « musée de France ».

## Historique

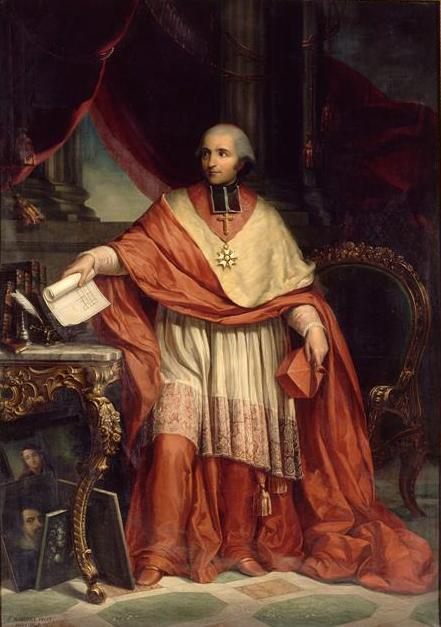
Jérôme Maglioli, Portait du cardinal Fesch, musée Fesch.

À la mort de Joseph Fesch, sa collection personnelle ne comptait pas moins de 17 767 œuvres et objets d'art dont environ 16 000 tableaux. Amateur éclairé et collectionneur boulimique, il avait décidé, dès 1806, de créer dans sa ville natale un institut d'études artistiques. Par testament enregistré le 25 avril 1839, il fit ainsi don à la ville d'Ajaccio de 1 000 objets d'art, bustes et sculptures, comprenant 843 tableaux, de sa bibliothèque, de ses manuscrits, d'une partie de son mobilier et de la statue de Napoléon Consul par Maximilien Laboureur, après que son neveu et héritier Joseph Bonaparte, comte de Survilliers, eut obtenu, le 1er septembre 1842, une modification de ce testament pour conserver les recueils de gravures et l'intégralité de la Grande Galerie de peintures du cardinal, qui devait être partiellement vendue pour achever les bâtiments alors en construction. En contrepartie, 300 tableaux supplémentaires, à prendre en dehors de la Grande Galerie, furent offerts à plusieurs communes corses, dont 100 au Collège royal de Bastia, conservés notamment au musée de Bastia, et 50 à l’école Paoli de Corte, conservés notamment au musée de la Corse. Toutefois, début 2022, la base AGORAH Collection du cardinal Joseph Fesch de l'Institut national d'histoire de l'art répertorie 625 œuvres conservées en Corse, dans les villes d'Ajaccio (441), Bastia (61), Corte (28), Calvi (16), Vico (12), Sartène (9), Appietto (3) et au plus 2 œuvres dans d'autres communes (55), comme Sarrola-Carcopino ou Bonifacio, etc...
Les travaux du bâtiment, l'actuel palais Fesch, entrepris dès 1828 s'achevèrent en 1852, bien après la mort du mécène. Les plans du palais et les premières parties construites furent l'œuvre de l'architecte Frasseto jusqu'en 1837, puis de Jean Caseneuve, architecte du gouvernement, et de l'architecte communal d’Ajaccio Jérôme Maglioli, assisté de Jean Exiga qui acheva les dernières parties comme l'aile de la bibliothèque et l'escalier d'honneur.
La chapelle palatine ou chapelle impériale, où reposent le cardinal Fesch, Maria Letizia Ramolino et de nombreux membres de la famille Bonaparte, fut élevée de 1857 à 1859 par Alexis Paccard, architecte de la Couronne, avec la collaboration de Jérôme Maglioli, architecte de la Ville d'Ajaccio.
Exécutée sous le Second Empire d'après un vœu testamentaire du cardinal Fesch, cette chapelle fut consacrée le 9 septembre 1860 en présence de l'empereur Napoléon III et de l'impératrice Eugénie. 
C'est à la suite de ces derniers travaux que fut élevée, en 1856, dans la cour d'honneur du palais, la statue en bronze du Monument au cardinal Fesch par le sculpteur Gabriel-Vital Dubray. Entre-temps, au fil de ces agrandissements et autres réaménagements, les collections du musées furent enrichies par d'autres dons importants, comme le legs par Félix Baciocchi en 1866 de 64 peintures principalement du XIXe siècle.
La ville décida par la suite de transformer une partie du bâtiment en lycée et les collections furent remisées et mal entretenues. Au cours du XXe siècle, la situation du musée se dégrade et seules trois salles sont consacrées à la présentation des œuvres avant que le musée ne ferme ses portes en juin 1979.

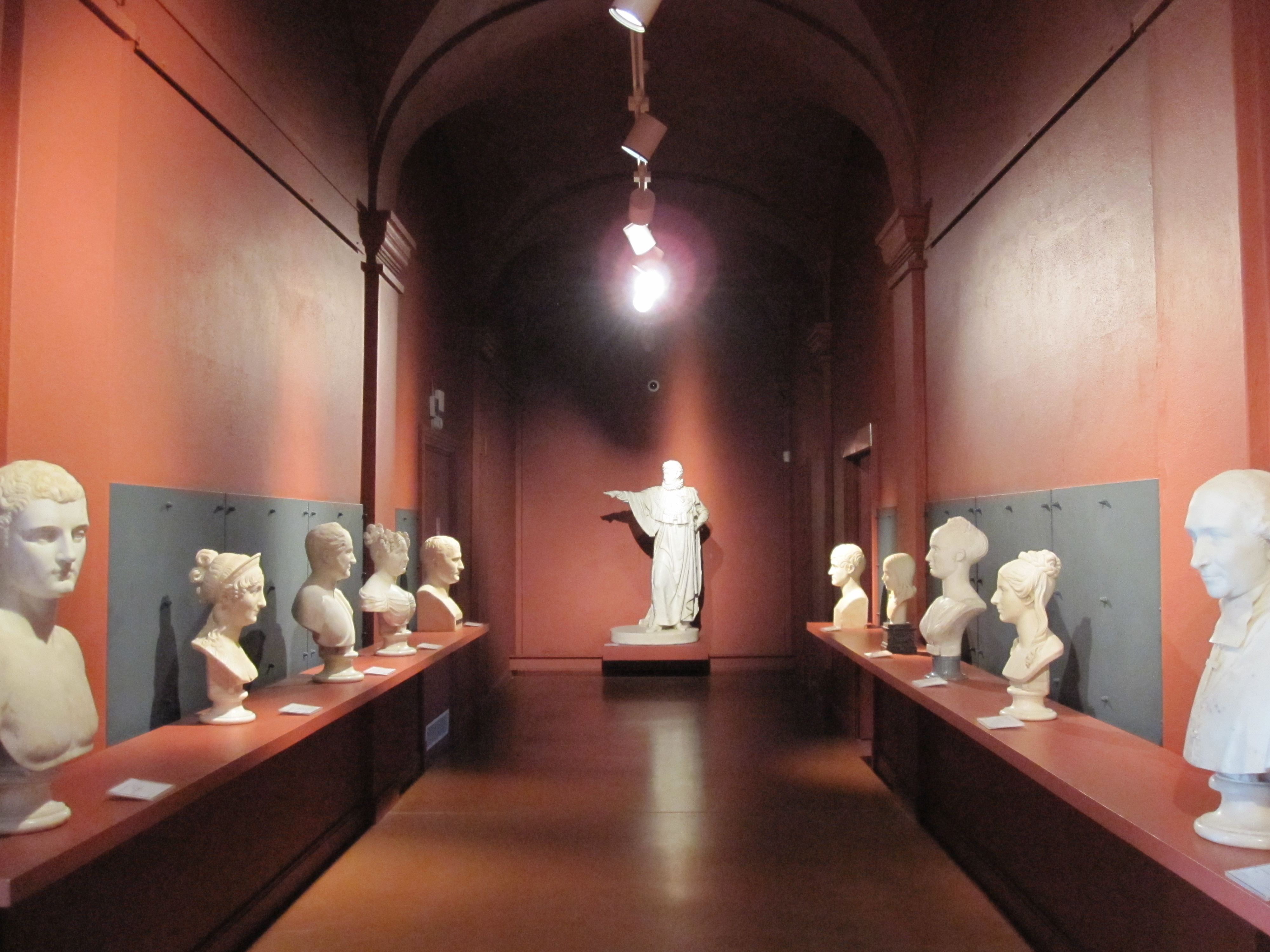
Bustes de la famille Bonaparte, musée Fesch.

Des travaux de rénovation des bâtiments et de restauration des œuvres sont entrepris en 1980 et aboutissent à la réouverture du musée le 9 juillet 1990, en présence de Jack Lang, ministre de la Culture.
À partir du 15 avril 2008, le musée connait une deuxième campagne de travaux et de réaménagement avant sa réouverture le 26 juin 2010, puis la visite du ministre de la Culture Frédéric Mitterrand le 11 juillet de cette même année.
Le musée, qui se compose aujourd'hui de près d'une trentaine de salles distribuées sur quatre étages, expose environ 400 peintures et abrite une bibliothèque ainsi qu'un auditorium.

## Collections

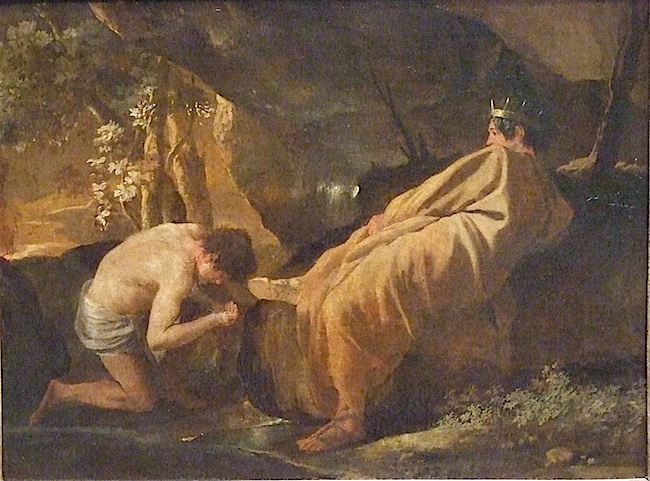
Nicolas Poussin, Midas à la source du Pactole (vers 1626-1628), musée Fesch.

Les collections du musée, réparties sur quatre niveaux et 27 salles, sont très importantes, notamment pour une ville de province comme Ajaccio. Il est avec 448 tableaux, dont 431 provenant de la collection Fesch, le deuxième musée français en termes de conservation de peintures italiennes après les 1437 du musée du Louvre. Le musée présente des œuvres des différentes écoles de peintures européennes jusqu'au XVIIIe siècle, ainsi qu'une section dédiée spécifiquement à l'art corse, surtout des XIXe et XXe siècles. Une autre partie du musée présente des collections de l'époque napoléonienne.

### Peinture italienne
L'école italienne est présente en grand nombre dans les collections du musée, dont elle constitue le point d'orgue avec 486 peintures, datant du XIVe siècle pour les plus anciennes et pour la plupart issues de la collection amassée en Italie par le cardinal Fesch.

#### Peinture des primitifs et de la Renaissance
- Bernardo Daddi
- Niccolo di Tommaso
- Sandro Botticelli : La Vierge à l'Enfant soutenu par un ange sous une guirlande
- Giovanni Bellini : Vierge à l'Enfant
- Lorenzo di Credi :
  - Saint François d'Assise recevant les stigmates ;
  - Vierge à l'Enfant tenant une grenade
- Cosmè Tura : Vierge à l'Enfant entre une sainte martyre et saint Jérôme
- Niccolò Pisano
- Mariotto di Nardo
- Cosimo Rosselli
- Jacopo del Sellaio
- Giovanni Boccati
- Liberale da Verona
- Francesco Francia
- Le Pérugin : Buste de sainte

#### Peinture duXVIesiècle
- D'après Michel-Ange : Pietà avec deux putti
- Fra Bartolomeo
- Bartolomeo Veneto
- Jacopo da Empoli
- Dosso Dossi : Magicienne
- Bernardino Luini : La Modestie et la Vanité
- Baccio Bandinelli
- Luca Longhi
- Titien :
  - Portrait d'homme ou L'Homme au gant ;
  - La Vierge à l'Enfant avec saint Jean-Baptist.
- Véronèse ; Léda et le cygne
- Giorgio Vasari :
  - Portrait de Pétrarque;
  - Saint Jérôme.
- Santi di Tito : Sainte Famille
- Bartolommeo Ramenghi

#### Peinture duXVIIesiècle
- Pierre de Cortone :
  - Autoportrait à l'âge de quarante ans ;
  - Sainte Famille ;
  - Vierge à l'Enfant.
- Le Guerchin : Vierge en adoration
- Salvatore Rosa :
  - Scène de bataille ;
  - Paysage avec des paysans.
- Luca Giordano :
  - Martyre de saint Pierre ;
  - Saint Sébastien martyr ;
  - Femme tenant un enfant.
- Andrea Pozzo : La Présentation au temple
- Ludovic Carrache : Saint Jean-Baptiste à la source
- Giovanni Lanfranco :
  - Le Miracle des cailles ;
  - La Cène.
- Baciccio : quatre toiles
- Carlo Maratta
- Le Cavalier d'Arpin
- Mattia Preti
- Carlo Saraceni
- Paolo Porpora
- Antonio Tempesta
- Giovanni Battista Ruoppolo
- Ventura Salimbeni
- Gregorio de Ferrari
- Giacomo Boni
- Rutilio Manetti
- Francesco Guarino : Sacrifice d'Isaac
- Carlo Sellitto
- Antonio Gherardi
- Giuseppe Recco
- Pietro Paolini
- Giuseppe Puglia (en)
- Giovanni Vangembes
- Evaristo Baschenis : Nature morte avec globe terrestre et carte
- Micco Spadaro
- Ciro Ferri
- Carlo Cignani
- Ludovico Cigoli
- Francesco Noletti
- Andrea Belvedere
- Filippo Vitale
- Giuseppe Ghezzi
- Luigi Garzi

#### Peinture duXVIIIesiècle
- Sebastiano Ricci : Camille et Brennus
- Francesco Solimena : Le Départ de Rebecca
- Corrado Giaquinto : neuf toiles
- Giovanni Paolo Pannini :
  - Caprice architectural antique ;
  - Prédicateur au milieu de ruines antiques ;
  - Caprice architectural ;
  - Moïse et les filles de Jethro.
- Pompeo Batoni
- Sebastiano Conca
- Andrea Procaccini
- Marco Benefial
- Francesco Trevisani
- Marcello Bacciarelli
- Benedetto Luti

Peintures italiennes
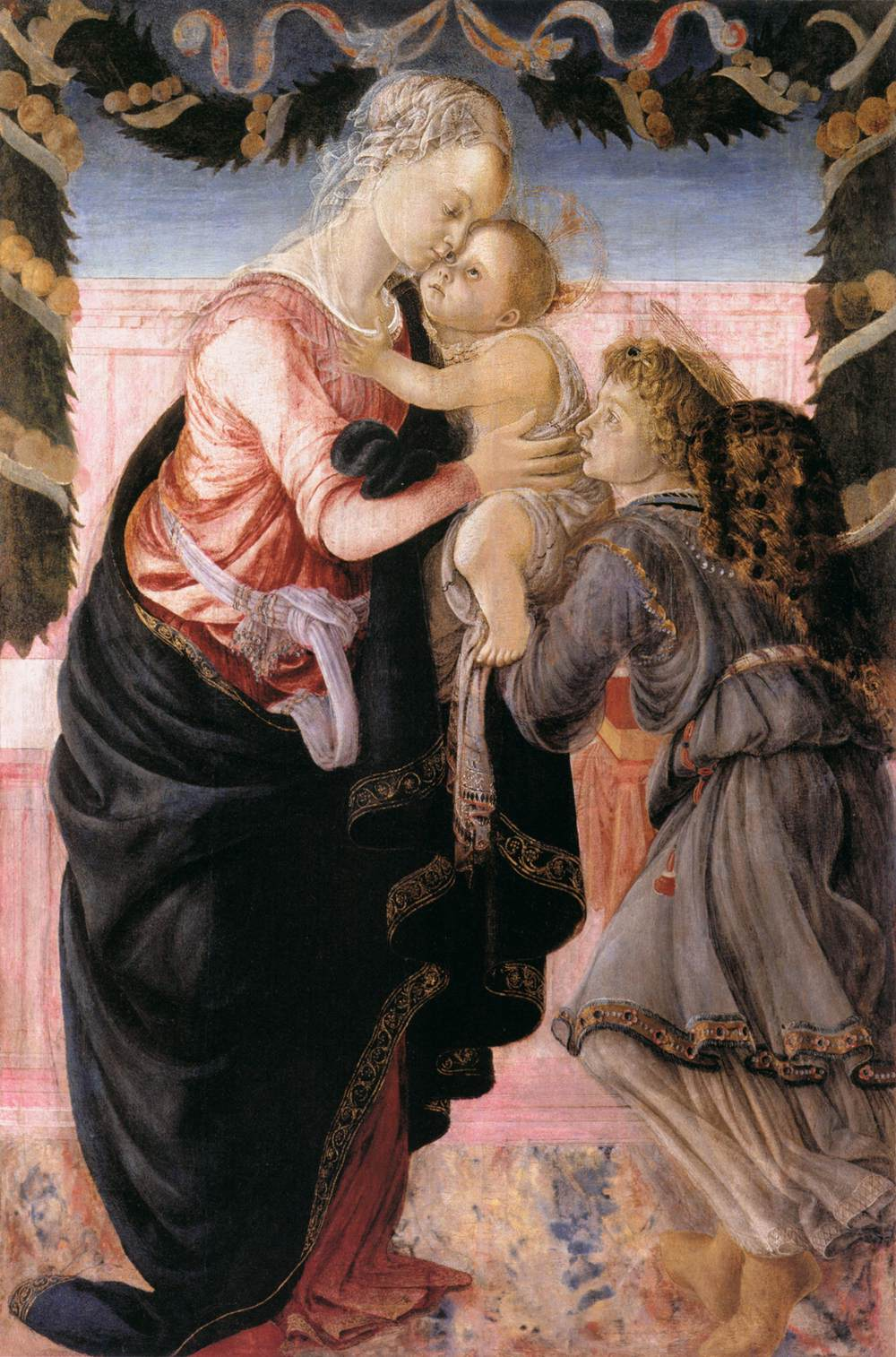
Sandro Botticelli, La Vierge à l'Enfant soutenu par un ange sous une guirlande.
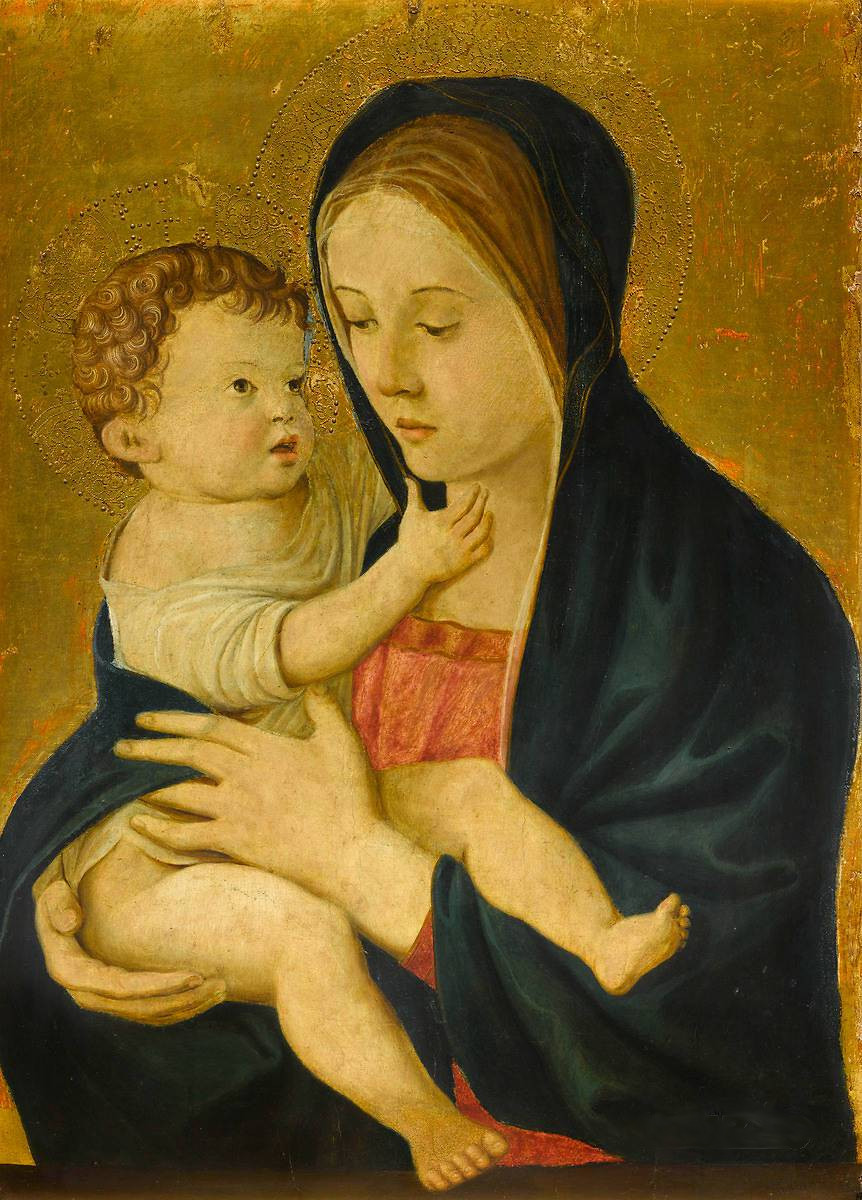
Giovanni Bellini, Vierge à l'Enfant.
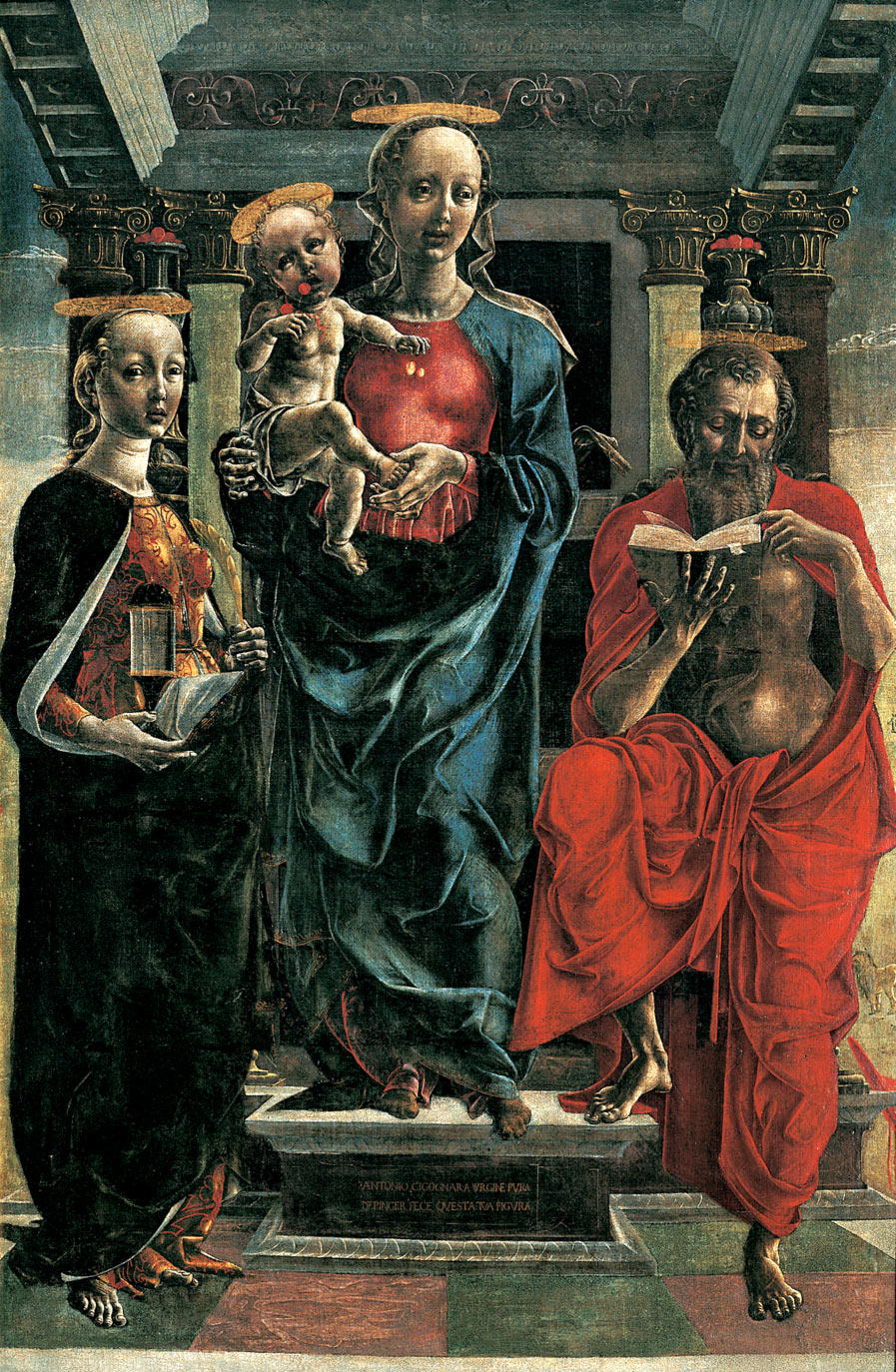
Cosmè Tura, Vierge à l'Enfant entre une sainte martyre et saint Jérôme.
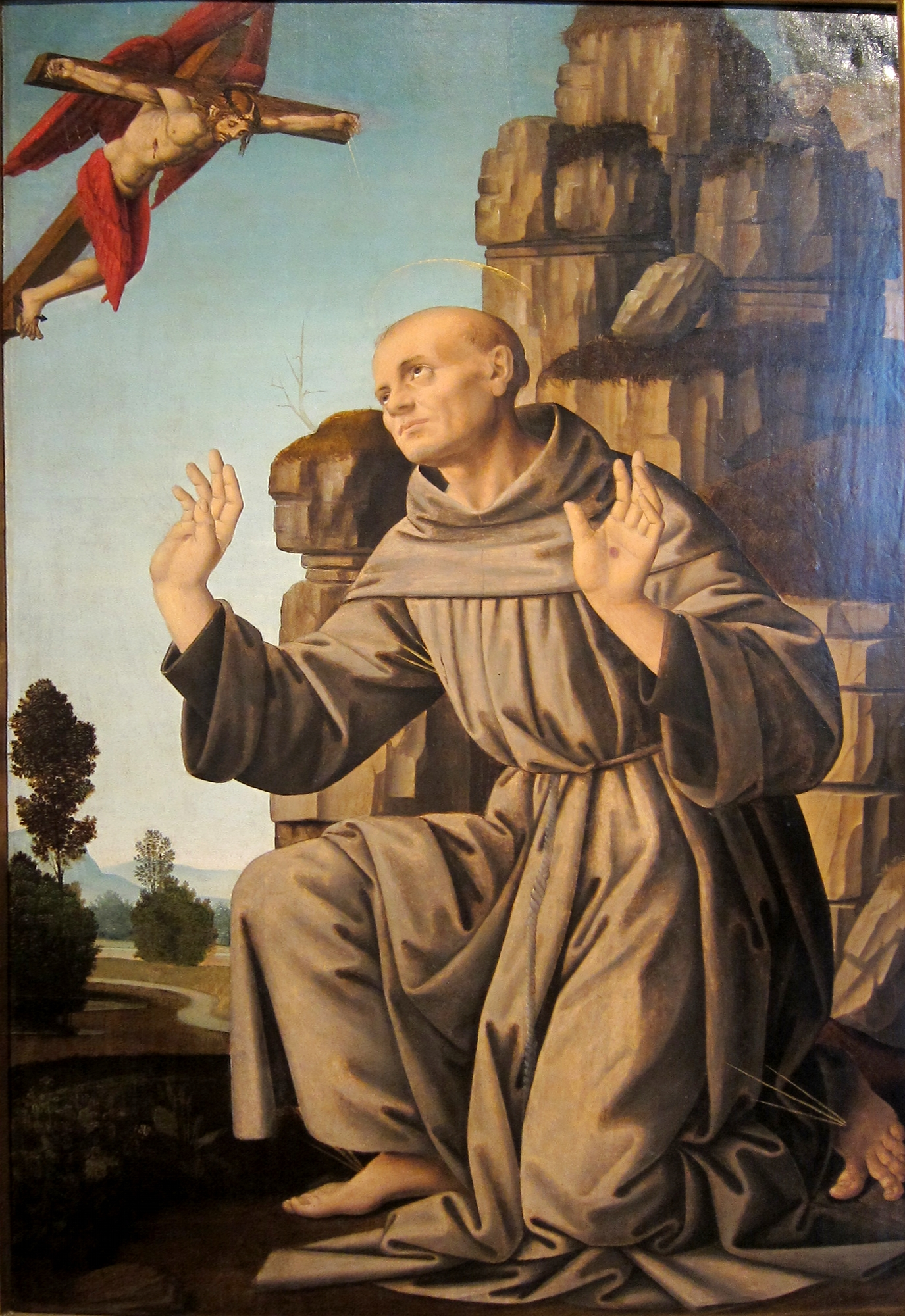
Lorenzo di Credi, Saint François d'Assise recevant les stigmates.
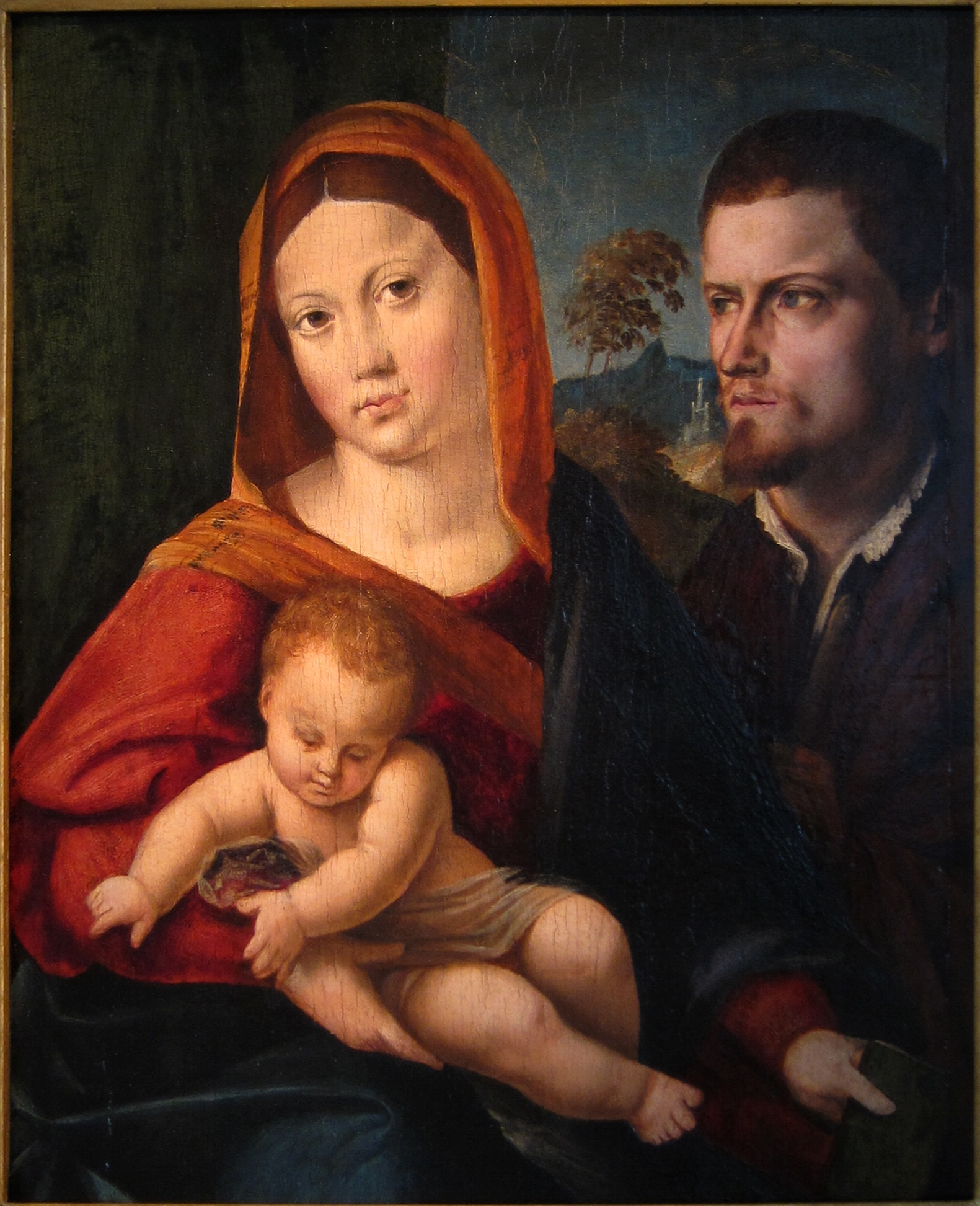
Niccolò Pisano, Sainte Famille.
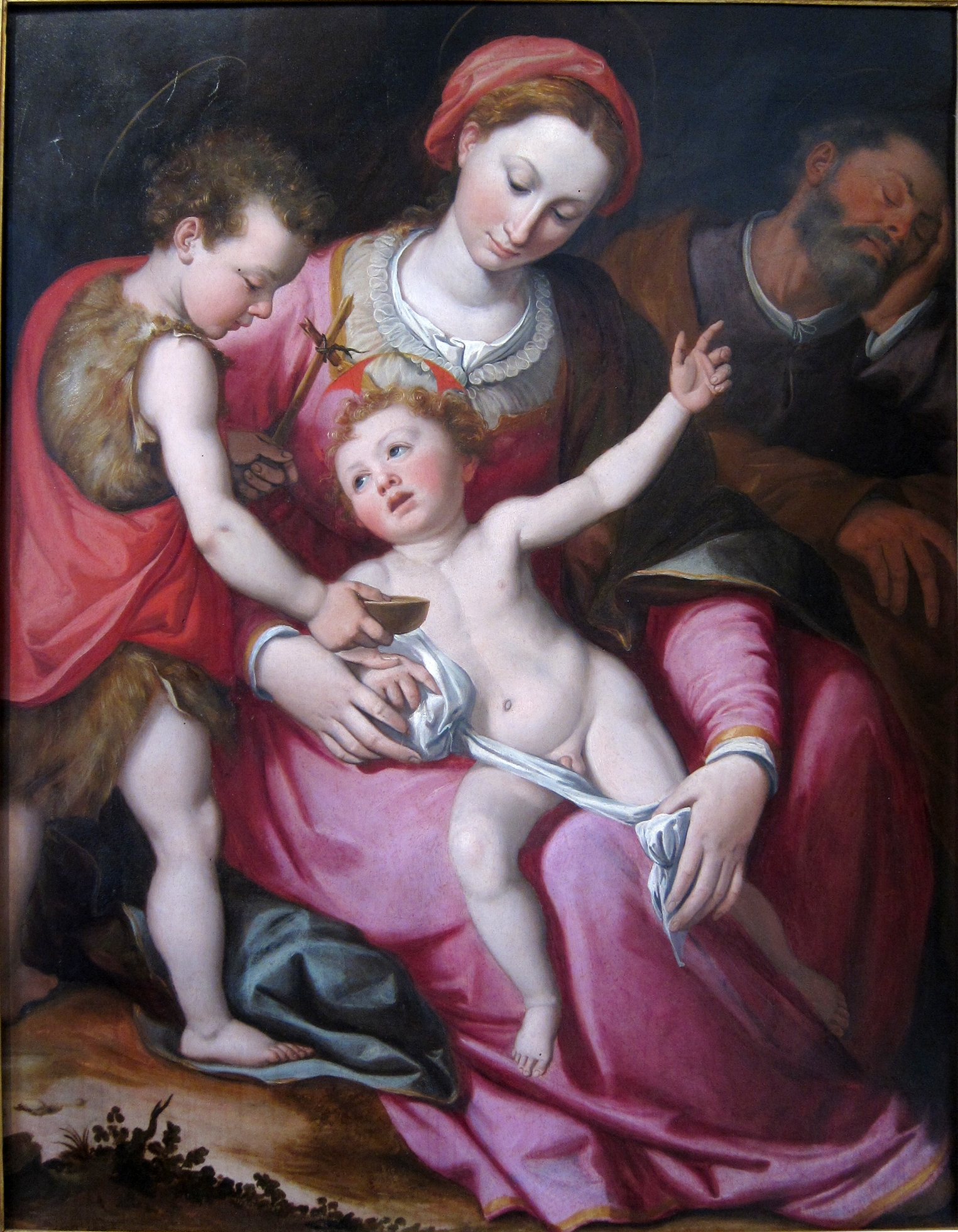
Santi di Tito, Sainte Famille.
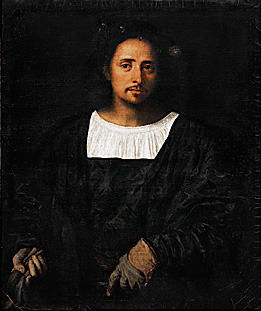
Titien, Portrait d'homme.
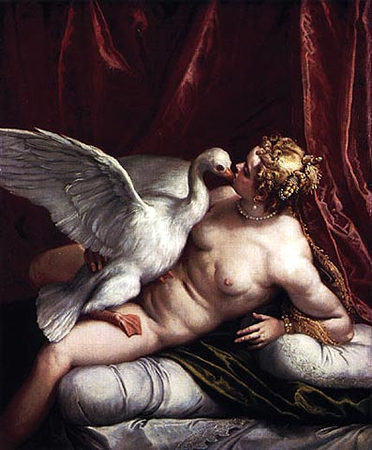
Véronèse, Léda et le cygne.
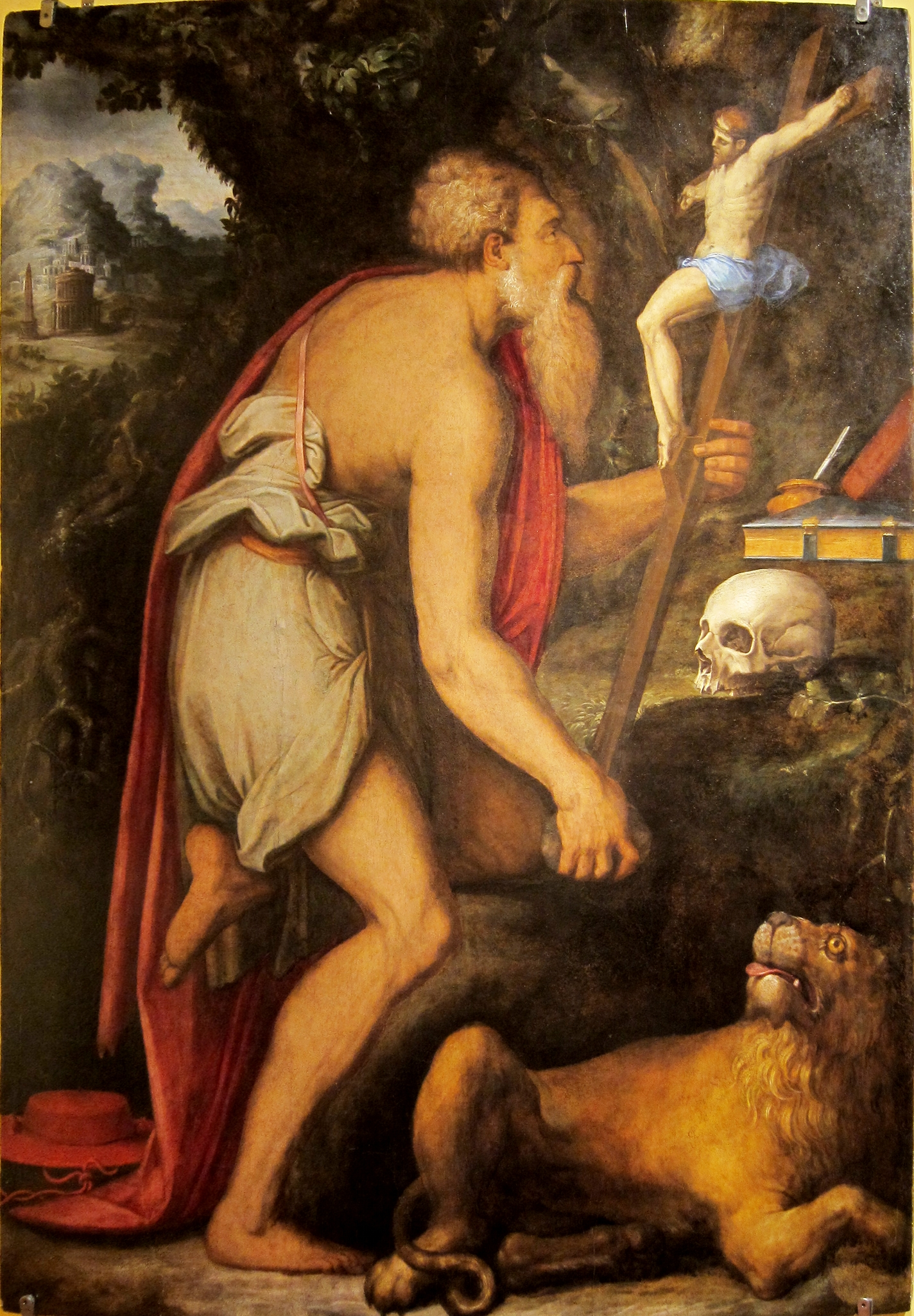
Giorgio Vasari, Saint Jérôme.
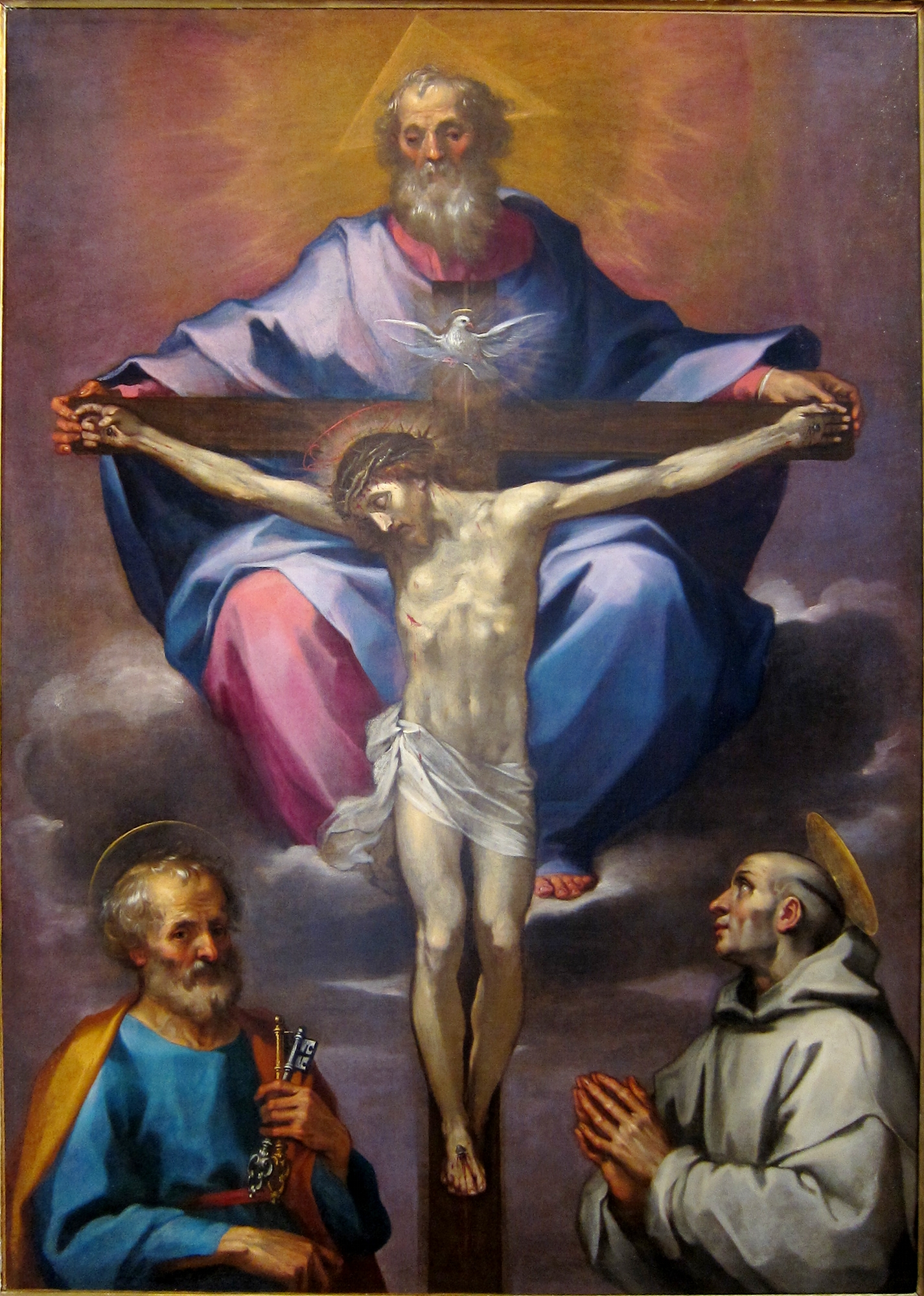
Ventura Salimbeni, La Trinité avec saint Pierre et saint Bernardin.
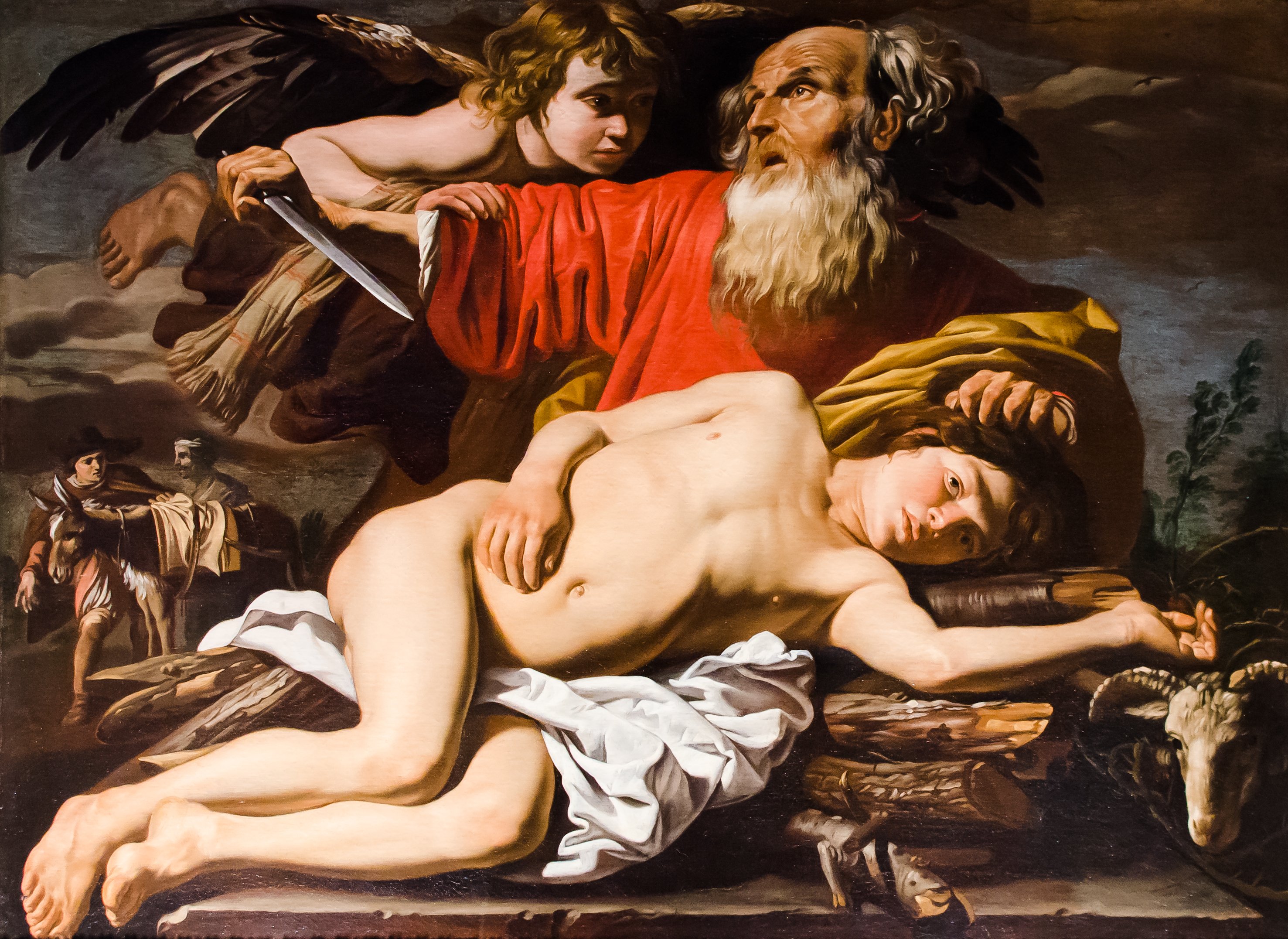
Matthias Stomer, Le Sacrifice d'Abraham.
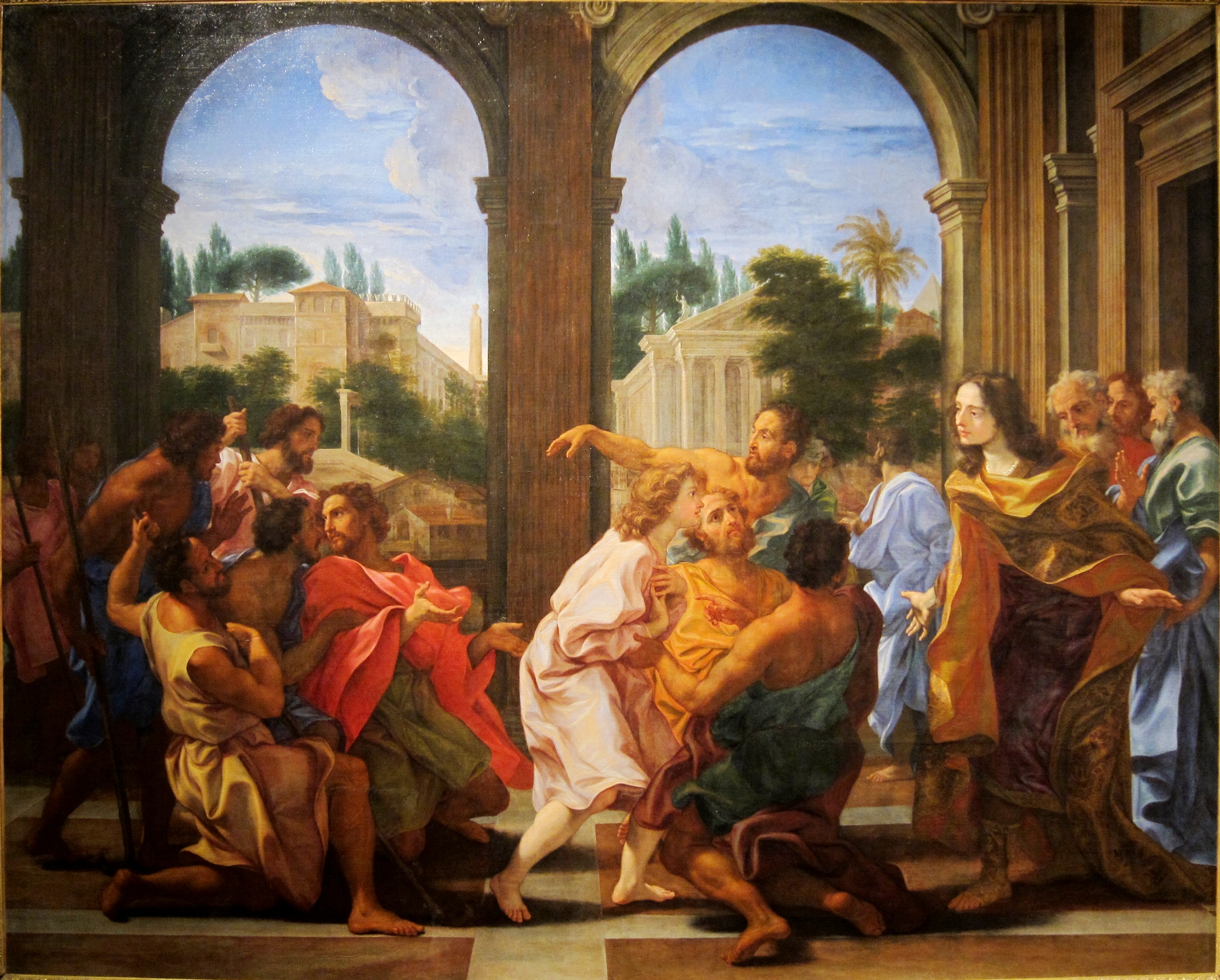
Baciccio, Joseph reconnu par ses frères.
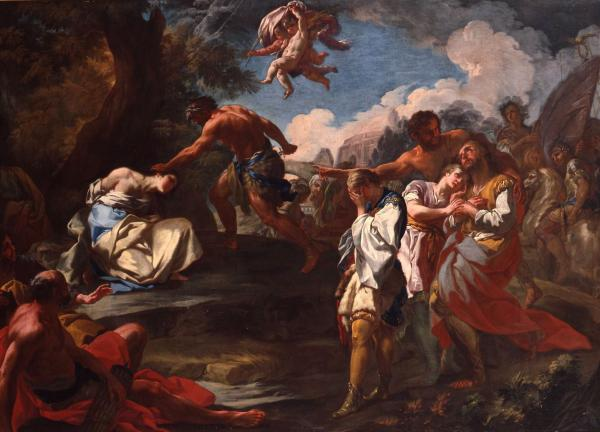
Corrado Giaquinto, Martyre des saints Marthe, Marius, Abacus et Audifax.

Autoportraits
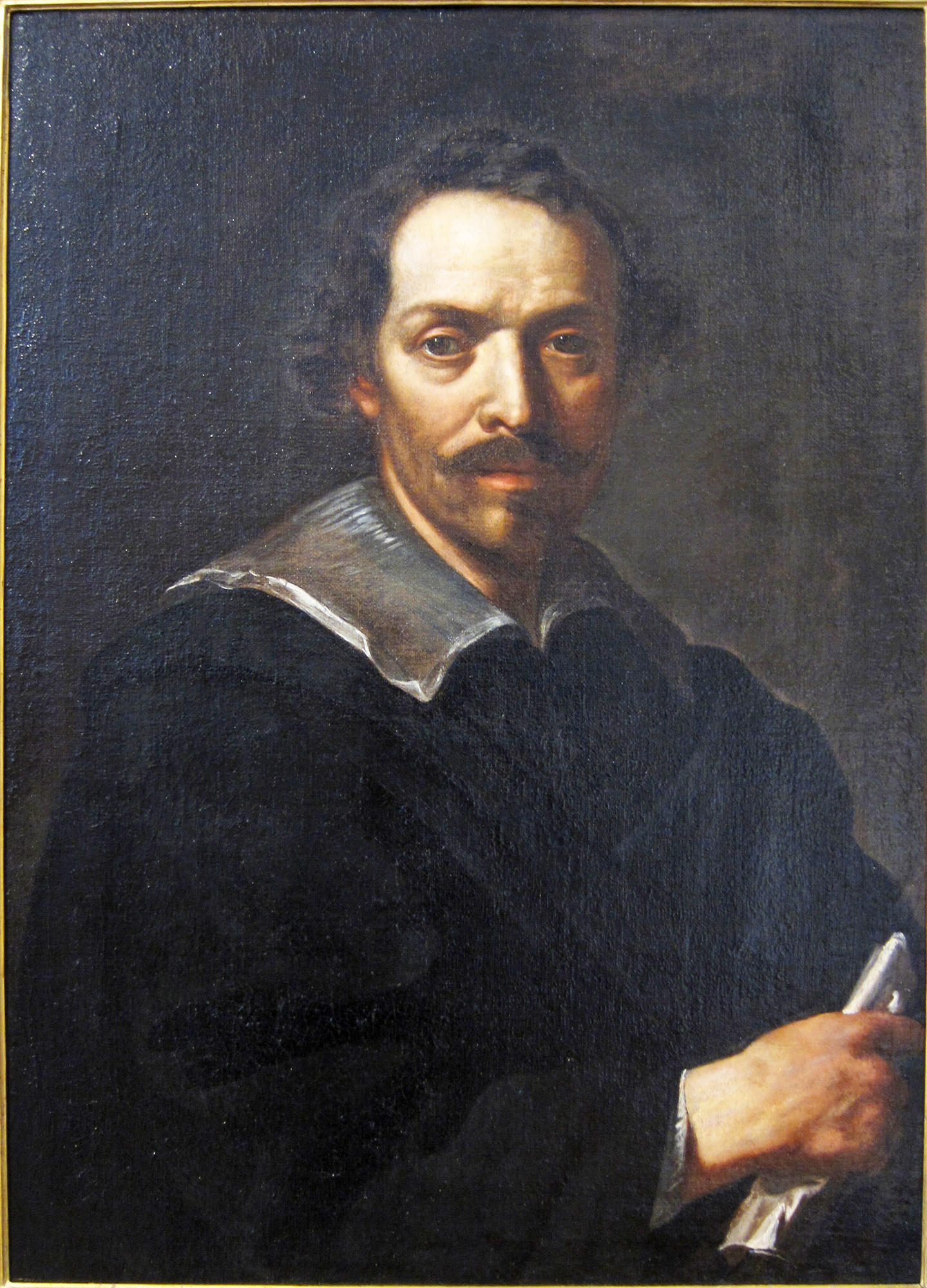
Pierre de Cortone, Autoportrait.
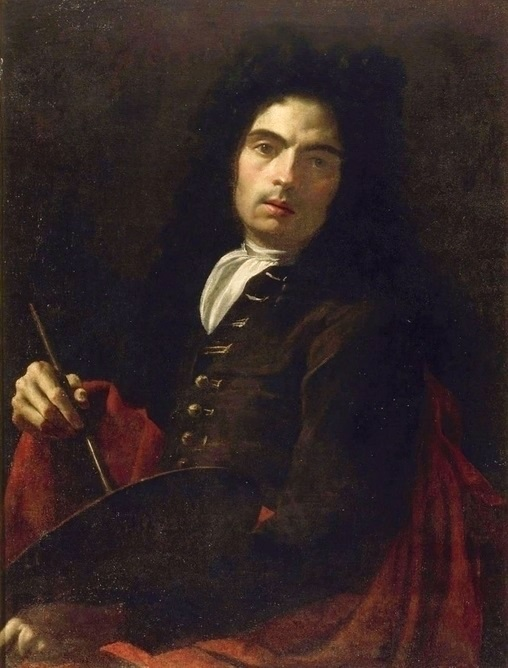
Corrado Giaquinto, Autoportrait.
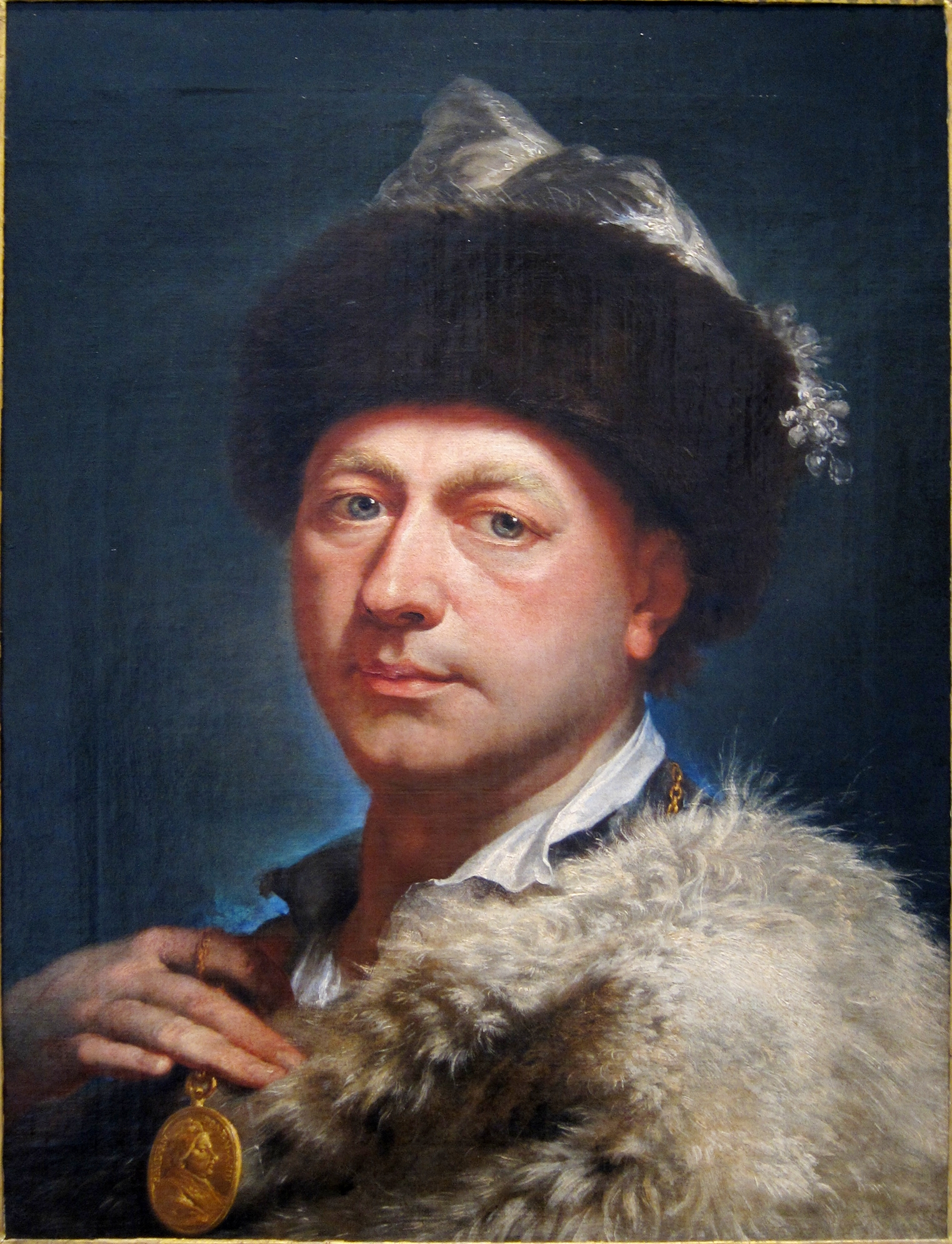
Marcello Bacciarelli, Autoportrait.
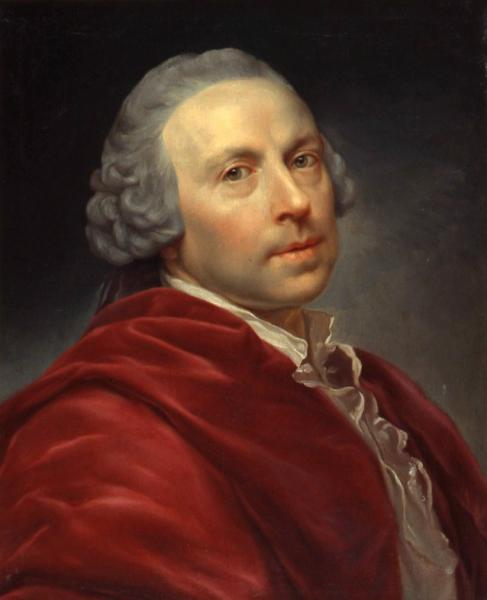
Anton von Maron, Autoportrait.
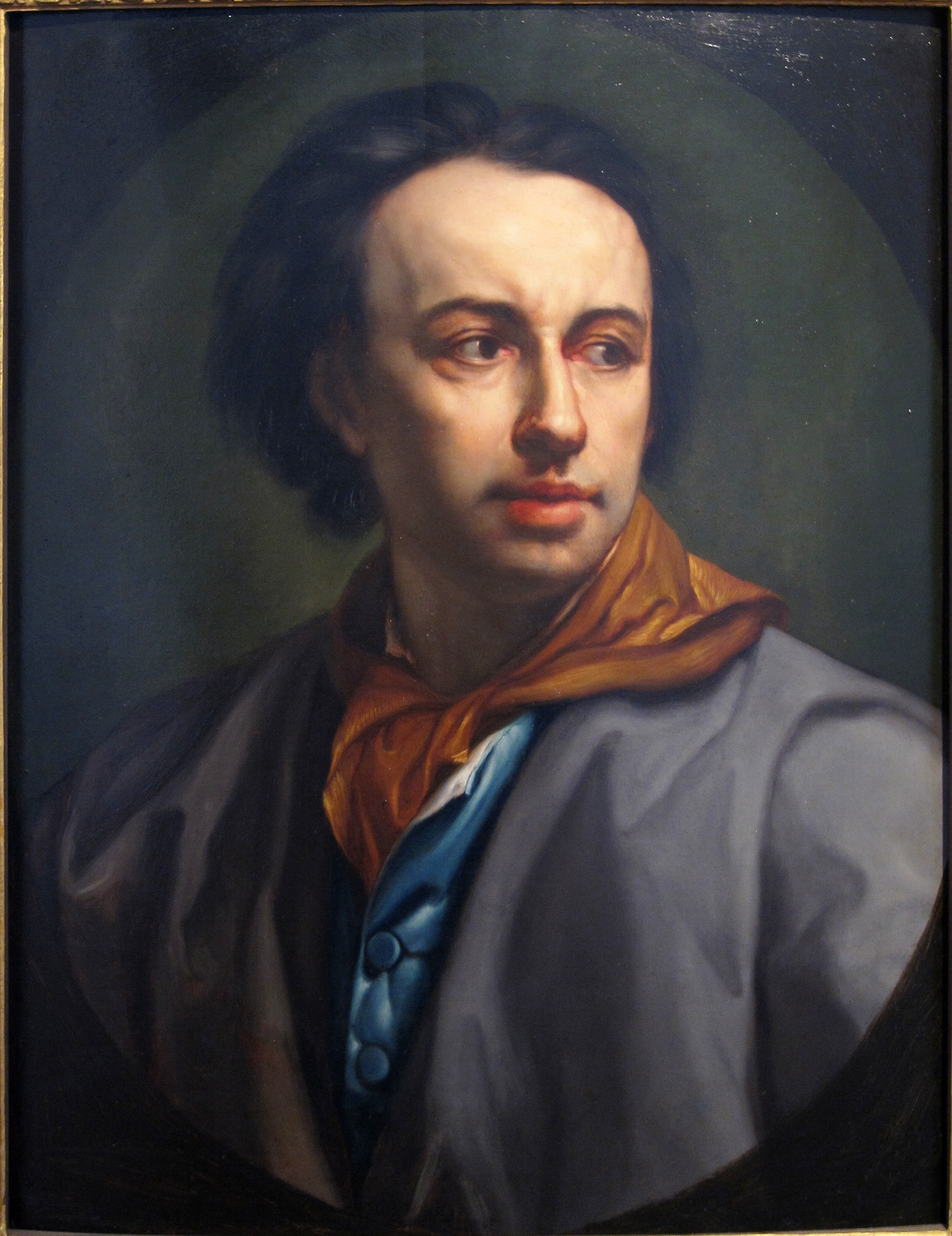
Anton Raphael Mengs, Autoportrait.

### Autres écoles

#### Peinture française
- Nicolas Poussin : Midas à la source du Pactole
- Simon Vouet : Portrait de jeune homme
- Gaspard Dughet : deux Paysages
- Nicolas Tournier : Apôtre
- Claude Vignon : Saint Paul apôtre
- Étienne Parrocel
- Pierre Subleyras
- Charles-Joseph Natoire
- Claude Joseph Vernet
- Jacques Henri Sablet
- Louis Léopold Boilly
- Alexandre Cabanel
- Carolus-Duran

#### Écoles du Nord hollandaise, flamande et allemande
Elles sont représentées par des œuvres datant surtout du XVIIe siècle, avec des artistes qui pour la plupart séjournèrent en Italie.
- Antoine van Dyck : Tête d'homme
- Willem van Aelst
- , Nicolaes Berchem
- Govert Flinck
- Jan Frans van Bloemen
- Matthias Stomer
- Adam Elsheimer
- Hendrick Goltzius
- David de Koninck
- Jan Miel
- Jan Vonck
- Johann Karl Loth
- Matthijs Bril
- Abraham Janssens
- Frans Badens (en)
- Daniel Seyter
- Philipp Peter Roos
- Johannes Glauber
- Bartholomeus Spranger
- Caspar van Wittel
- Anton von Maron
- Anton Raphael Mengs

#### Peinture corse desXIXeetXXesiècles
Elle est amplement illustrée par près d'un millier d'œuvres graphiques et peintures.
- Tony Agostini
- Pierre Ambrogiani
- Jean-Baptiste Bassoul
- Émile Brod
- Léon-Charles Canniccioni
- Jacques-Martin Capponi
- Paul Chocarne-Moreau
- François Corbellini
- Catherine Empis
- Dominique Frassati
- Alfred de La Rocca
- Jérôme Maglioli
- Jean-Luc Multedo
- Paul-Mathieu Novellini
- Lucien Peri
- Ludwig Pietzch

### Collection napoléonienne
Une partie spécifique du musée est dédiée à la collection napoléonienne qui présente environ 700 œuvres ayant trait au Premier et au Second Empire. On y retrouve peintures, sculptures ou autres objets d'art.
- Antonio Canova
- Lorenzo Bartolini
- François-Joseph Bosio
- Jean-Baptiste Carpeaux
- Baron Gérard : Napoléon Ier en costume du Sacre
- François-Xavier Fabre
- François Marius Granet
- Anne-Louis Girodet
- Carolus-Duran
- Alexandre Cabanel

## Fréquentation
| Année | Entrées gratuites | Entrées payantes | Total  |
| ----- | ----------------- | ---------------- | ------ |
| 2001  | 11 489            | 41 052           | 52 541 |
| 2002  | 13 849            | 37 166           | 51 015 |
| 2003  | 16 809            | 32 781           | 49 590 |
| 2004  | 13 239            | 34 952           | 48 191 |
| 2005  | 9 973             | 28 251           | 38 224 |
| 2006  | 9 068             | 24 956           | 34 024 |
| 2007  | 10 937            | 29 718           | 40 655 |
| 2008  | 1 044             | 402              | 1 446  |
| 2010  | 12 142            | 26 749           | 38 891 |
| 2011  | 13 857            | 25 926           | 39 783 |
| 2012  | 15 958            | 25 066           | 41 024 |
| 2013  | 11 984            | 23 400           | 35 384 |
| 2014  | 16 508            | 23 667           | 40 175 |
| 2015  | 16 483            | 21 804           | 38 287 |
| 2016  | 18 647            | 24 716           | 43 363 |
| 2017  | 18 740            | 22 537           | 41 277 |
| 2018  | 20 343            | 27 554           | 47 897 |
| 2019  | 19 277            | 25 203           | 44 480 |
| 2020  | 3 368             | 20 859           | 24 227 |
| 2021  | 12 310            | 27 747           | 40 057 |

Le musée est fermé de 2008 à 2010.